# Kreisgericht Neuwied

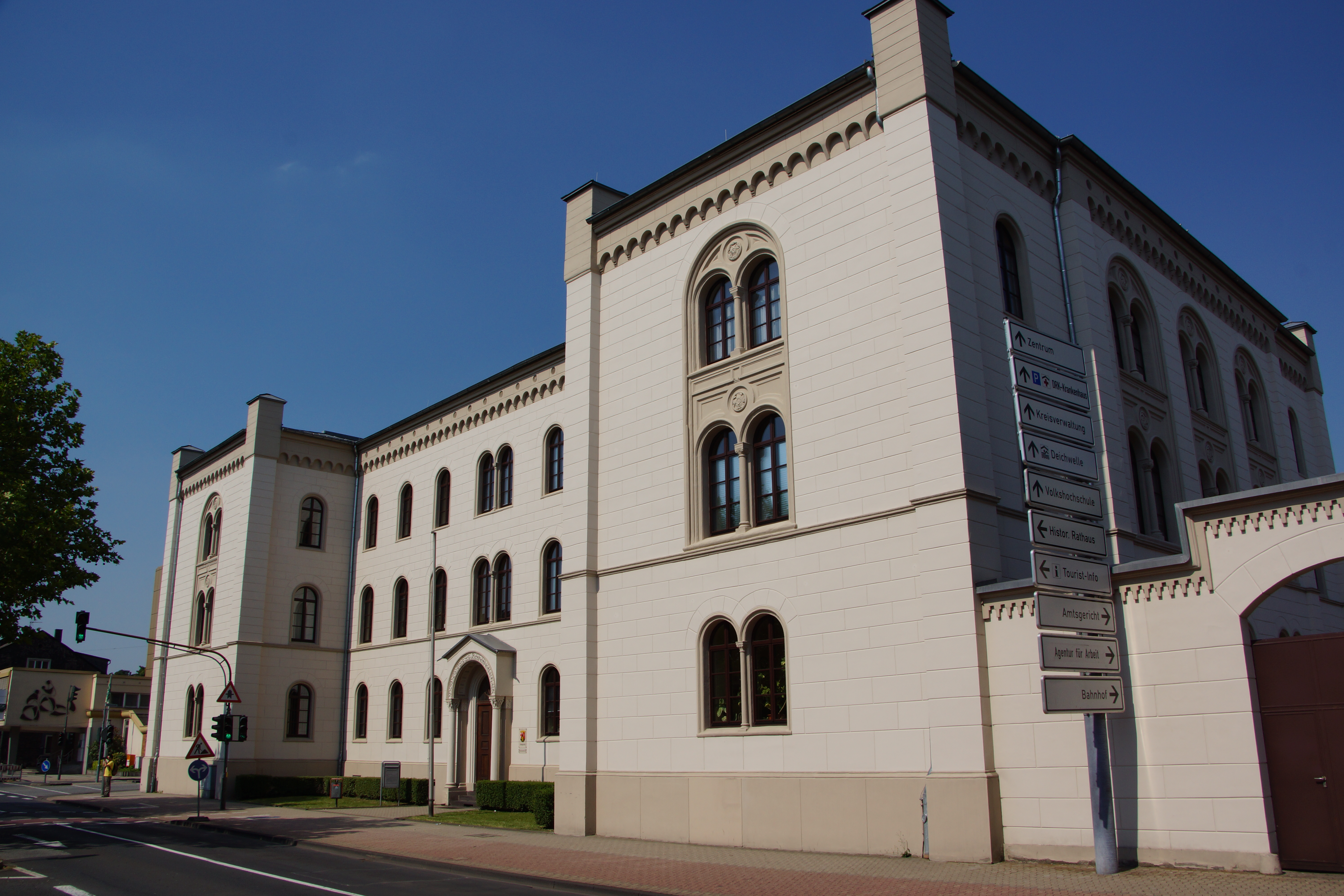
Kreisgericht Neuwied

Das Kreisgericht Neuwied war ein preußisches Kreisgericht mit Sitz in Neuwied.

## Vorgeschichte
Im Wiener Kongress wurden 1816 umfangreiche Gebietstausche mit Preußen vereinbart. Am 31. Mai 1815 trat Oranien die Erblande an Preußen ab. Diese und die Niedergrafschaft Katzenelnbogen wurden an das Herzogtum Nassau abgegeben, der größte Teil des Regierungsbezirks Ehrenbreitstein und kleinere andere Gebiete an Preußen abgegeben.
In Preußen wurde der Justizsenat Ehrenbreitstein mit Kabinettsorder vom 4. Mai 1820 zum Obergericht für den rechtsrheinische Teil des Regierungsbezirk Koblenz in der Rheinprovinz bestimmt. Es war nun in zweiter Instanz für eine Vielzahl von staatlichen und Patrimonialgerichten zuständig. Ihm unterstanden das Stadtgericht Wetzlar und sieben staatliche Justizämter. Weiterhin bestanden im Gerichtsbezirk drei fürstlich Solms’sche, zwei fürstlich Neuwied’sche, drei fürstlich Wied-Runkel’sche und ein fürstlich Hatzfeld’sches Patrimonialgerichte ersten Instanz. Ab 1828 bestand mit der Fürstlich Solms-Braunfels’schen Regierung für die Solms’schen Ämter auch ein Patrimonialgericht zweiter Instanz. Als solches war es dem Berliner Obertribunal unterstellt.

## Geschichte
Nach der Märzrevolution wurde 1849 in Neuwied das Kreisgericht Neuwied gebildet. Es war (gemeinsam mit dem Kreisgericht Wetzlar und dem Kreisgericht Altenkirchen) dem Justizsenat Ehrenbreitstein untergeordnet. Neuwied war auch Sitz des Schwurgerichtes Neuwied, das für alle drei Kreisgerichte zuständig war.
Dem Kreisgericht Neuwied waren zusätzlich folgende Gerichtskommissionen untergeordnet:
| Gericht                            | Sitz            |
| ---------------------------------- | --------------- |
| Gerichtskommission Asbach          | Asbach          |
| Gerichtskommission Dierdorf        | Dierdorf        |
| Gerichtskommission Ehrenbreitstein | Ehrenbreitstein |
| Gerichtskommission Linz            | Linz            |

Die Gerichtskommission Neuwied sowie die Gerichtskommissionen in Linz und Ehrenbreitstein hatten die Funktion eines Rheinzollgerichtes.
Mit dem am 1. Oktober 1879 in Kraft getretenen Deutschen Gerichtsverfassungsgesetz vom 27. Januar 1877 wurde das bestehende Kreisgericht Neuwied aufgehoben und das Amtsgericht Neuwied sowie das Landgericht Neuwied geschaffen.

## Gerichtsgebäude
Das Gerichtsgebäude auf dem Grundstück Hermannstraße 39 wurde ab 1854 nach einem Entwurf von Bauinspektor Althof, dem Nachfolger von Johann Claudius von Lassaulx, im neoromanischen Stil errichtet. Am 2. Juli 1856 wurde das Gebäude seiner Bestimmung übergeben. Es wird heute vom Amtsgericht genutzt.

## Richter
- Ludwig von Beughem (Direktor 1850 bis 1870)